# Punt van Bevan

Het punt van Bevan als centrum van orthologie van M_{A}M_{B}M_{C} t.o.v. ABC

In een gegeven driehoek is het punt van Bevan het middelpunt van de omgeschreven cirkel van de driehoek MAMBMC van de middelpunten van de aangeschreven cirkels. Het punt is vernoemd naar de verder onbekende Brit Benjamin Bevan, die over het punt een opgave publiceerde in 1806. In de opgave vroeg Bevan naar twee eigenschappen:
- Het midden tussen het punt van Bevan en het middelpunt van de ingeschreven cirkel is het middelpunt van de omgeschreven cirkel;
- De straal van de omgeschreven cirkel van MAMBMC is precies twee keer de straal van de omgeschreven cirkel van ABC.

Daarnaast heeft het punt de volgende eigenschappen:
- Het is het centrum van orthologie van MAMBMC t.o.v. ABC;
- Het midden van het punt van Bevan en het hoogtepunt is het punt van Spieker;
- Het is het midden van het punt van Nagel en het punt van De Longchamps.

Barycentrische coördinaten voor het punt van Nagel zijn 
{\displaystyle \left(a\left(-{\frac {a}{s-a}}+{\frac {b}{s-b}}+{\frac {c}{s-c}}\right):b\left({\frac {a}{s-a}}-{\frac {b}{s-b}}+{\frac {c}{s-c}}\right):c\left({\frac {a}{s-a}}+{\frac {b}{s-b}}-{\frac {c}{s-c}}\right)\right),}
waar s de halve omtrek van ABC is. Het punt heeft kimberlingnummer X(40).